# Регистрация воздушных судов
Регистрация воздушного судна — процедура внесения воздушного судна в авиационный реестр конкретного государства. По её завершению регистрируемому объекту присваивается идентифицирующий регистрационный знак.
В соответствии с требованиями Международной конвенции о гражданской авиации (ст. 83 Чикагской конвенции) регистрация обязательна для всех гражданских судов. Регистрационный номер воздушного судна обычно включает в себя от 5 до 7 символов — латинских букв и цифр (либо только букв), которые наносятся на хвостовое оперение или другие участки самолёта. По символам номера можно определить национальную принадлежность (например, префикс RA в начале означает регистрацию в России, TC — в Турции и т.д.), принадлежность к авиакомпании (например, на Украине после государственного префикса UR следуют две буквы, означающие авиакомпанию. К примеру, UR-WR* означает Windrose, UR-PS* — МАУ и т.д.) воздушного судна,  а иногда и его тип .

## История возникновения термина
Первые префиксы, используемые в авиации, были основаны на кодах радиопозывных, выделенных на Лондонской международной радиотелеграфной конференции в 1913 году. Первоначально эти позывные не были специально предназначены для использования в авиации, они выделялись для любого пользователя радиоустройств. В 1919 году в Париже на Международной аэронавигационной конференции были утверждены регистрационные префиксы стран специально для воздушных судов, в основе их были использованы коды радиопозывных, принятых в 1913 году.
В 1927 году на Международной радиотелеграфной конвенции в Вашингтоне список регистрационных префиксов страны был пересмотрен и принят с 1928 года, эти коды стали основой для используемых в настоящее время кодов регистрации. Изменения и дополнения в регистрационные префиксы вносились на протяжении многих лет, выделение префикса для каждой конкретной страны находится в ведении Международной организации гражданской авиации (ИКАО).

## Регистрация за пределами страны́-эксплуатанта
Многие авиакомпании регистрируют часть или все свои самолёты в странах, таких как Аруба, Бермуды, острова Кайман, Мальта, Ирландия, Сан-Марино и другие. Делается это для того, чтобы избежать уплаты налогов, удешевить процедуру регистрации самолёта. В вышеперечисленных государствах нет налогов или они низкие, процедура регистрации самолёта проще, чем в других странах. Однако в мире не так уж и много[неопределённость] стран, авиакомпании которых не желают регистрировать самолёты в своей стране.

### Россия
На 2021 год из 745 самолётов иностранного производства, эксплуатируемых гражданской авиацией России, в местном реестре было зарегистрировано 20. По данным гендиректора исследовательской компании «InfoLine-Аналитика» Михаила Бурмистрова регистрировать самолёты в России «невыгодно»:

В иностранной юрисдикции более прозрачные и понятные правила поддержания летной годности. Перевод в наш реестр потенциально снижает для лизинговых компаний ликвидность и стоимость лайнера.

Тем не менее, с 2018 года Минтранс в неформальном порядке требует регистрировать самолёты в России. Это, в частности, привело к задержкам рейсов авиакомпании «Якутия», которой не разрешили использовать приобретённый Boeing 737. Также, несмотря на некоторые неудобства, Azur Air перевела первый Boeing 767-300 в российский реестр в 2018 году (VP-BVI → RA-73030) и на этом остановилась. По заявлению представителей авиакомпании, лизинговые компании недовольны регистрацией в РФ. 20 декабря 2019 Сергей Лавров предложил расторгнуть договор о передаче функции надзора за лётной годностью российских авиалайнеров Бермудам. Однако, в 2020 году, в России был перерегистрирован второй самолёт этого же типа (VQ-BSY → RA-73032). В октябре 2020 года третий Boeing 767-300 во флоте авиакомпании получил российскую регистрацию (VQ-BSX → RA-73034). 1 января 2020 года российское правительство приняло решение обнулить ставку НДС для самолётов российских перевозчиков, но при условии, что ВС будет зарегистрировано в российской юрисдикции. 12 марта 2021 глава Росавиации Александр Нерадько предложил запретить российским авиакомпаниям регистрировать самолёты за пределами России с 1 января 2023 года.

Росавиация считает целесообразным продолжить работу по стимулированию регистрации воздушных судов в государственном реестре гражданских воздушных судов РФ. В качестве завершающего этапа предполагается внести соответствующие изменения в статью 33 Воздушного кодекса, исключив возможность регистрации в государственном реестре гражданских воздушных судов иностранного государства со вступлением в силу с фиксированного срока. Например, с 1 января 2023 года.
— заявил Нерадько.
В марте 2021 года стало известно, что новый Boeing 757 авиакомпании Azur Air получит российский бортовой номер RA-73029. 14 мая 2021 года Росавиация направила авиакомпаниям письмо с просьбой за сутки оценить последствия регистрации своих воздушных судов в российском реестре. Как минимум 3 из них возразили. 8 июня 2021 года авиакомпания Smartavia попросила власти отложить перерегистрацию самолётов в России.

Мы видим вероятные последствия при принятии таких решений в невозможности подписания новых контрактов с иностранными лизингодателями и расширения флота авиакомпании воздушными судами иностранного производства. В текущем режиме у лизингодателей, которые регистрируют суда в основном на Бермудах, не предусмотрена возможность перевода регистрации в РФ.
— сообщили в авиакомпании
9 сентября 2021 власти призвали авиакомпании предусмотреть включение в лизинговые договоры положения о регистрации воздушных судов в Государственном реестре гражданских воздушных судов Российской Федерации.
15 числа этого же месяца Utair анонсировала перевод 40 % всего своего флота в российский реестр.
Помимо Azur Air, в России есть 3 авиакомпании, бо́льшая часть флота (или весь флот) которых состоит из самолётов, зарегистрированных в России. Это Северсталь, Газпромавиа и КрасАвиа. В список не включена авиакомпания Азимут (флот которой также состоит из самолётов с российской регистрацией), потому что она эксплуатирует самолёты только российского производства, а их регистрация в России ― само собой разумеющееся.
В связи с санкциями, наложенными на Россию после начала вторжения России на Украину, Бермудское Управление гражданской авиации приостановило действие сертификатов лётной годности более 700 самолётов российских авиакомпаний, зарегистрированных на островах с 13 марта 2022 года.
14 марта 2022 года Президент Российской Федерации подписал закон легализующий возможность регистрировать права на иностранные самолеты, находящиеся в лизинге у российских компаний. Согласно документу российские авиакомпании могут использовать иностранные самолеты на внутренних линиях и выдавать им сертификаты летной годности воздушных судов в Российской Федерации. В пояснительной записке отмечается, что закон преследует цель сохранить парк воздушных судов для бесперебойной работы гражданской авиации
С 1 ноября 2022 года Турецкая республика запретила полеты российских самолетов с двойной регистрацией. Минтранс России назвал сложившуюся ситуацию дискриминацией и обвинил Бермуды в затягивании дерегистрации самолетов

### Казахстан
На 2021 год из эксплуатируемых в Казахстане воздушных судов за рубежом зарегистрировано 40, остальные ― в государственном реестре гражданских воздушных судов Республики Казахстан. Регистрацию на острове Аруба практикуют 2 авиакомпании Казахстана: Air Astana и FlyArystan. 8 августа 2021 года авиакомпания Qazaq Air, регистрировавшая свои самолёты на Арубе, перевела их в казахский реестр. Сообщается, что аналогичным образом на местную регистрацию перейдёт национальный перевозчик страны́ Air Astana, но через двухэтапный процесс ― сначала самолёты получат ирландскую регистрацию, а с 2024 года ― местную. Остальные авиакомпании Казахстана регистрируют свой флот в своей стране.

### Таджикистан
За рубежом, а именно ― на Бермудах, зарегистрировано всего лишь 2 таджикских самолёта. Их эксплуатирует авиакомпания Somon Air.

### Азербайджан
В бермудской юрисдикции числятся 13 самолётов азербайджанских перевозчиков. Это лайнеры авиакомпаний AZAL, Buta Airways и Silk Way West Airlines.

### Италия
Бо́льшая часть самолётов итальянских перевозчиков зарегистрирована в Ирландии.

### Саудовская Аравия
Саудовская Аравия, как и Таджикистан, проблем с зарубежной регистрацией практически не имеет. За границей (на островах Кайман) зарегистрировано всего лишь 17 самолётов. На них летает авиакомпания Flynas.

### Ливан
Среди 24 самолётов единственного ливанского перевозчика в оффшорных зонах зарегистрировано около 12.

### Монголия
Из 7 эксплуатируемых национальным перевозчиком страны MIAT Mongolian Airlines за рубежом (в Ирландии) зарегистрировано 3 (42 % флота)

## Список стран и их префиксов регистрации воздушных судов
Актуальные таблицы на дату 07.06.2023 года на сайте ИКАО https://www.icao.int/safety/airnavigation/NationalityMarks/Forms/AllItems.aspx
Прямая ссылка на русскоязычный экземпляр https://www.icao.int/safety/airnavigation/NationalityMarks/Nationality_Marks_ru.pdf
Проверку текста ниже приведенной таблицы на соответствие этой ссылке не производил
Курсивом выделены непризнанные и частично признанные государства.
| Государство/Регион               | Авиационный регистрационный префикс | Дополнительно |
| -------------------------------- | ----------------------------------- | --- |
| Афганистан                       | YA                                  | YA-AAA … YA-ZZZ |
| Албания                          | ZA                                  | ZA-AAA … ZA-ZZZZA-HAA … ZA-HZZ (вертолёты) |
| Алжир                            | 7T                                  | 7T-AAA … 7T-ZZZ |
| Андорра                          | C3                                  | C3-AAA … C3-ZZZ |
| Ангола                           | D2                                  | D2-AAA … D2-ZZZ |
| Ангилья                          | VP-A                                | VP-AAA … VP-AZZ |
| Антигуа и Барбуда                | V2                                  | V2-AAA … V2-ZZZ |
| Аргентина                        | LV                                  | LV-AAA … LV-ZZZ |
| Аргентина                        | LQ                                  | LQ-AAA ... LQ-ZZZ |
| Армения                          | EK                                  | EK-10000 … EK-99999 |
| Аруба                            | P4                                  | P4-AAA … P4-ZZZ |
| Австралия                        | VH                                  | VH-AAA … VH-ZZZ |
| Австрия                          | OE                                  | OE-AAA … OE-KZZOE-BAA … OE-BZZ (государственные службы)OE-LAA … OE-LZZ (авиакомпании выполняющие регулярные рейсы)OE-VAA … OE-VZZ (прототипы)OE-WAA … OE-WZZ (амфибии и самолёты морского базирования)OE-XAA … OE-XZZ (вертолёты)OE-0001 … OE-5999 (планеры)OE-9000 … OE-9999 (планеры с двигателем) |
| Азербайджан                      | 4K                                  | 4K-AZ1 … 4K-AZ9994K-10000 … 4K-99999 |
| Багамы                           | C6                                  | C6-AAA … C6-ZZZ |
| Бахрейн                          | A9C                                 | A9C-AA … A9C-ZZ |
| Бангладеш                        | S2                                  | S2-AAA … S2-ZZZ |
| Барбадос                         | 8P                                  | 8P-AAA … 8P-ZZZ |
| Белоруссия                       | EW                                  | EW-100AA … EW-999ZZEW-10000 … EW-99999 |
| Бельгия                          | OO                                  | OO-AAA … OO-ZZZ (OO-Q никогда не использовались)OO-BAA … OO-BZZ (аэростаты)OO-YAA … OO-ZAA (планеры)OO-01 … OO-499 (суда частной постройки)OO-501 … OO-999 & OO-A01 … OO-Z99 (только сверхлёгкие самолёты) |
| Белиз                            | V3                                  | V3-AAA … V3-ZZZ |
| Бенин                            | TY                                  | TY-AAA … TY-ZZZ |
| Бермуды                          | VP-B                                | VP-BAA … VP-BZZ |
| Бермуды                          | VQ-B                                | VQ-BAA ... VQ-BZZ |
| Бутан                            | A5                                  | A5-AAA … A5-ZZZ |
| Боливия                          | CP                                  | CP-1000 … CP-9999 |
| Босния и Герцеговина             | T9                                  | T9-AAA … T9-ZZZ |
| Босния и Герцеговина             | E7                                  | E7-AAA … E7-ZZZ |
| Ботсвана                         | A2                                  | A2-AAA … A2-ZZZ |
| Бразилия                         | PP                                  | PP-AAA … PP-ZZZ |
| Бразилия                         | PR                                  | PR-AAA … PR-ZZZ |
| Бразилия                         | PT                                  | PT-AAA … PT-ZZZ |
| Бразилия                         | PU                                  | PU-AAA … PU-ZZZ (только сверхлёгкие самолёты) |
| Британские Виргинские острова    | VP-L                                | VP-LAA … VP-LZZ |
| Бруней                           | V8                                  | V8-AAA … V8-ZZZV8-AA1 … V8-ZZ9V8-001 … V8-999 |
| Болгария                         | LZ                                  | LZ-AAA … LZ-ZZZ |
| Буркина-Фасо                     | XT                                  | XT-AAA … XT-ZZZ |
| Бурунди                          | 9U                                  | 9U-AAA … 9U-ZZZ |
| Камбоджа                         | XU                                  | XU-AAA … XU-ZZZ |
| Камерун                          | TJ                                  | TJ-AAA … TJ-ZZZ |
| Канада                           | CF-                                 | CF-AAA … CF-ZZZ |
| Канада                           | C-F                                 | C-FAAA … C-FZZZ |
| Канада                           | C-G                                 | C-GAAA … C-GZZZ |
| Канада                           | C-I                                 | C-IAAA … C-IZZZ (только сверхлёгкие самолёты) |
| Кабо-Верде                       | D4                                  | D4-AAA … D4-ZZZ |
| Острова Кайман                   | VP-C                                | VP-CAA … VP-CZZ |
| ЦАР                              | TL                                  | TL-AAA … TL-ZZZ |
| Чад                              | TT                                  | TT-AAA … TT-ZZZ |
| Чили                             | CC                                  | CC-AAA … CC-ZZZ CC-CAA … CC-CZZ (коммерческие самолёты) CC-PAA … CC-PZZ (частные самолёты) |
| Тайвань                          | B                                   | B-10000 … B-99999 |
| Китай                            | B                                   | B-1000 … B-9999 |
| Гонконг                          | B-H (бывший VR-H)                   | B-HAA … B-HZZ |
| Гонконг                          | B-K                                 | B-KAA … B-KZZ |
| Гонконг                          | B-L                                 | B-LAA … B-LZZ |
| Макао                            | B-M                                 | B-MAA … B-MZZ |
| Колумбия                         | HJ                                  | HJ-1000A … HJ-9999Z (только сверхлёгкие самолёты) |
| Колумбия                         | HK                                  | HK-1000A … HK-9999Z |
| Коморы                           | D6                                  | D6-AAA … D6-ZZZ |
| Республика Конго                 | TN                                  | TN-AAA … TN-ZZZ |
| Острова Кука                     | E5                                  | E5-AAA … E5-ZZZ |
| Демократическая Республика Конго | 9Q                                  | 9Q-AAA … 9Q-ZZZ |
| Косово                           | Z6                                  | Z6-AAA ... Z6-ZZZ |
| Коста-Рика                       | TI                                  | TI-AAA … TI-ZZZ |
| Кот-д'Ивуар                      | TU                                  | TU-AAA … TU-ZZZ |
| Хорватия                         | 9A                                  | 9A-AAA … 9A-ZZZ9A-GAA … 9A-GZZ (планеры)9A-HAA … 9A-HZZ (вертолёты) |
| Куба                             | CU                                  | CU-C1000 … CU-C1999 (коммерческие грузовые самолёты)CU-E1000 … CU-E1999 (сельхозавиация)CU-H1000 … CU-H1999 (вертолёты)CU-N1000 … CU-N1999 (частные самолёты)CU-T1000 … CU-T1999 (коммерческие пассажирские самолёты)CU-U1000 … CU-U1999 (только сверхлёгкие самолёты) |
| Кипр                             | 5B                                  | 5B-AAA … 5B-ZZZ |
| Чехия                            | OK                                  | OK-AAA … OK-ZZZOK-AAA 00 … OK-ZZZ 99 (только сверхлёгкие самолёты)OK-0000 … OK-9999 (планеры и аэростаты)OK-A000 … OK-A999 (сверхлёгкие планеры) |
| Дания                            | OY                                  | OY-AAA … OY-ZZZOY-HAA … OY-HZZ (вертолёты) |
| Джибути                          | J2                                  | J2-AAA … J2-ZZZ |
| Доминика                         | J7                                  | J7-AAA … J7-ZZZ |
| Доминикана                       | HI                                  | HI-100AA … HI-999ZZ |
| Восточный Тимор                  | 4W                                  | |
| Эквадор                          | HC                                  | HC-AAA … HC-ZZZ |
| Египет                           | SU                                  | SU-AAA … SU-XXZSU-ZAA … SU-ZZZ |
| Сальвадор                        | YS                                  | YS-AAA … YS-ZZZ |
| Экваториальная Гвинея            | 3C                                  | 3C-AAA … 3C-ZZZ |
| Эритрея                          | E3                                  | E3-AAAA … E3-ZZZZ |
| Эстония                          | ES                                  | ES-AAA … ES-ZZZ |
| Эфиопия                          | ET                                  | ET-AAA … ET-ZZZ |
| Фолкленды                        | VP-F                                | VP-FAA … VP-FZZ |
| Фареры                           | OY                                  | OY-AAA … OY-ZZZOY-HAA … OY-HZZ (вертолёты)OY-XAA … OY-XZZ (планеры) |
| Фиджи                            | DQ                                  | DQ-AAA … DQ-ZZZ |
| Финляндия                        | OH                                  | OH-AAA … OH-ZZZOH-001 … OH-999 (планеры) |
| Франция                          | F                                   | F-AAAA … F-ZZZZF-CAAA … F-CZZZ (планеры) F-OAAA … F-OZZZ (заморские территории) F-PAAA … F-PZZZ (метрополия) F-WAAA … F-WZZZ (прототипы) |
| Габон                            | TR                                  | TR-AAA … TR-ZZZ |
| Гамбия                           | C5                                  | C5-AAA … C5-ZZZ |
| Грузия                           | 4L                                  | 4L-AAA … 4L-ZZZ4L-10000 … 4L-99999 |
| Германия                         | D                                   | D-AAAA … D-AZZZ (для самолётов с максимальной взлётной массой более 20 т) D-BAAA … D-BZZZ (для самолётов с максимальной взлётной массой 14-20 т) D-CAAA … D-CZZZ (для самолётов с максимальной взлётной массой 5,7-14 т) D-EAAA … D-EZZZ (одномоторные самолёты с максимальной взлётной массой до 2 т) D-FAAA … D-FZZZ (одномоторные самолёты с максимальной взлётной массой 2-5,7 т) D-GAAA … D-GZZZ (многомоторные самолёты с максимальной взлётной массой до 2 т) D-IAAA … D-IZZZ (многомоторные самолёты с максимальной взлётной массой 2-5,7 т) D-HAAA … D-HZZZ (вертолёты) D-KAAA … D-KZZZ (моторные планеры) D-LAAA … D-LZZZ (дирижабли) D-MAAA … D-MZZZ (спортивные самолёты) D-NAAA … D-NZZZ (спортивные планеры) D-OAAA … D-OZZZ (аэростаты) D-0001 … D-9999 (планеры) |
| Гана                             | 9G                                  | 9G-AAA … 9G-ZZZ |
| Гибралтар                        | VP-G                                | VP-GAA … VP-GZZ |
| Греция                           | SX                                  | SX-AAA … SX-ZZZ |
| Гренландия                       | OY                                  | OY-AAA … OY-ZZZ |
| Гренада                          | J3                                  | J3-AAA … J3-ZZZ |
| Гватемала                        | TG                                  | TG-AAA … TG-ZZZ |
| Гвинея                           | 3X                                  | 3X-AAA … 3X-ZZZ |
| Гвинея-Бисау                     | J5                                  | J5-AAA … J5-ZZZ |
| Гайана                           | 8R                                  | 8R-AAA … 8R-ZZZ |
| Гаити                            | HH                                  | HH-AAA … HH-ZZZ |
| Гондурас                         | HR                                  | HR-AAA … HR-ZZZ |
| Венгрия                          | HA                                  | HA-AAA … HA-ZZZ |
| Исландия                         | TF                                  | TF-AAA … TF-ZZZTF-100 … TF-999 (только сверхлёгкие самолёты) |
| Индия                            | VT                                  | VT-AAA … VT-ZZZVT-HAA … VT-HZZ (вертолёты) |
| Индонезия                        | PK                                  | PK-AAA … PK-ZZZ |
| Иран                             | EP                                  | EP-AAA … EP-ZZZ |
| Ирак                             | YI                                  | YI-AAA … YI-ZZZ |
| Ирландия                         | EI                                  | EI-AAA … EI-ZZZ |
| Остров Мэн                       | M                                   | M-AAAA … M-ZZZZ |
| Израиль                          | 4X                                  | 4X-AAA … 4X-ZZZ |
| Италия                           | I                                   | I-AAAA … I-ZZZZ |
| Ямайка                           | 6Y                                  | 6Y-AAA … 6Y-ZZZ |
| Япония                           | JA                                  | JA-0001 … JA-9999JA-001A … JA-999ZJA-01AA … JA-99ZZJA-A001 … JA-A999 (аэростаты) |
| Иордания                         | JY                                  | JY-AAA … JY-ZZZ |
| Казахстан                        | UP                                  | UP-AAA01 … UP-ZZZ99 (гражданская авиация) |
| Казахстан                        | UN                                  | UN-00001 … UN-99999 (государственная авиация) |
| Кения                            | 5Y                                  | 5Y-AAA … 5Y-ZZZ |
| Кирибати                         | T3                                  | T3-AAA … T3-ZZZ |
| Северная Корея                   | P                                   | P-500 … P-999 |
| Южная Корея                      | HL                                  | HL1000 … HL9999 |
| Кувейт                           | 9K                                  | 9K-AAA … 9K-ZZZ |
| Киргизия                         | EX                                  | EX-100 … EX-999EX-10000 … EX-99999 |
| Лаос                             | RDPL                                | RDPL-10000 … RDPL-99999 |
| Латвия                           | YL                                  | YL-AAA … YL-ZZZ |
| Ливан                            | OD                                  | OD-AAA … OD-ZZZ |
| Лесото                           | 7P                                  | 7P-AAA … 7P-ZZZ |
| Либерия                          | A8                                  | A8-AAA … A8-ZZZ |
| Ливия                            | 5A                                  | 5A-AAA … 5A-ZZZ |
| Лихтенштейн                      | HB                                  | HB-AAA … HB-ZZZ (самолёты, базирующиеся на территории Швейцарии) |
| Литва                            | LY                                  | LY-AAA … LY-ZZZ |
| Люксембург                       | LX                                  | LX-AAA … LX-ZZZLX-BAA … LX-BZZ (аэростаты)LX-CAA … LX-CZZ (планеры)LX-HAA … LX-HZZ (вертолёты)LX-XAA … LX-XZZ (только сверхлёгкие самолёты) |
| Северная Македония               | Z3                                  | Z3-AAA … Z3-ZZZZ3-HAA … Z3-HZZ (вертолёты) |
| Мадагаскар                       | 5R                                  | 5R-AAA … 5R-ZZZ |
| Малави                           | 7Q                                  | 7Q-AAA … 7Q-ZZZ |
| Малайзия                         | 9M                                  | 9M-AAA … 9M-ZZZ9M-EAA … 9M-EZZ (любительской постройки)9M-UAA … 9M-UZZ (только сверхлёгкие самолёты) |
| Мальдивы                         | 8Q                                  | 8Q-AAA … 8Q-ZZZ |
| Мали                             | TZ                                  | TZ-AAA … TZ-ZZZ |
| Мальта                           | 9H                                  | 9H-AAA … 9H-ZZZ |
| Маршалловы острова               | V7                                  | V7-0001 … V7-9999 |
| Мавритания                       | 5T                                  | 5T-AAA … 5T-ZZZ |
| Маврикий                         | 3B                                  | 3B-AAA … 3B-ZZZ |
| Мексика                          | XA                                  | XA-AAA … XA-ZZZ |
| Мексика                          | XB                                  | XB-AAA … XB-ZZZ |
| Мексика                          | XC                                  | XC-AAA … XC-ZZZ |
| Микронезия                       | V6                                  | V6-AAA … V6-ZZZ |
| Молдавия                         | ER                                  | ER-AAA … ER-ZZZER-10000 … ER-99999 |
| Монако                           | 3A                                  | 3A-AAA … 3A-ZZZ3A-HAA … 3A-HZZ (вертолёты) |
| Монголия                         | JU                                  | JU-1000 … JU-9999 |
| Черногория                       | 4O                                  | 4O-AAA … 4O-ZZZ |
| Монтсеррат                       | VP-M                                | VP-MAA … VP-MZZ |
| Марокко                          | CN                                  | CN-AAA … CN-ZZZ |
| Мозамбик                         | C9                                  | C9-AAA … C9-ZZZ |
| Мьянма                           | XY                                  | XY-AAA … XY-ZZZ |
| Мьянма                           | XZ                                  | XZ-AAA … XZ-ZZZ (не используется) |
| Намибия                          | V5                                  | V5-AAA … V5-ZZZ |
| Науру                            | C2                                  | C2-AAA … C2-ZZZ |
| Непал                            | 9N                                  | 9N-AAA … 9N-ZZZ |
| Нидерланды                       | PH                                  | PH-AAA … PH-ZZZPH-1A1 … PH-9Z9 (только сверхлёгкие самолёты)PH-100 … PH-9999 (планеры) |
| Нидерландские Антильские острова | PJ                                  | PJ-AAA … PJ-ZZZ |
| Новая Зеландия                   | ZK                                  | ZK-A**, ZK-B**, ZK-GA*, ZK-HA* (зарезервирован для исторических самолётов, вертолётов, планеров до 1987 года постройки) ZK-FA*, ZK-FB* (аэростаты) ZK-G** (планеры) ZK-H**, ZK-I** (вертолёты) ZK-RA*, ZK-RB*, ZK-RC*, ZK-RD* (для летательных аппаратов типа автожир) ZK-Q** запрещён для использования ИКАО |
| Никарагуа                        | YN                                  | YN-AAA … YN-ZZZ |
| Нигер                            | 5U                                  | 5U-AAA … 5U-ZZZ |
| Нигерия                          | 5N                                  | 5N-AAA … 5N-ZZZ |
| Норвегия                         | LN                                  | LN-AAA … LN-ZZZ |
| Оман                             | A4O                                 | A4O-AA … A4O-ZZ |
| Пакистан                         | AP                                  | AP-AAA … AP-ZZZ |
| Палестина                        | SU-Y                                | SU-YAA … SU-YZZ |
| Палестина                        | E4                                  | |
| Панама                           | HP                                  | HP-1000AA … HP-9999ZZ |
| Папуа — Новая Гвинея             | P2                                  | P2-AAA … P2-ZZZ |
| Парагвай                         | ZP                                  | ZP-AAA … ZP-ZZZ |
| Перу                             | OB                                  | OB-1000 … OB-9999 |
| Филиппины                        | RP-C                                | RP-C0001 … RP-C9999 |
| Польша                           | SP                                  | SP-AAA … SP-ZZZSP-1000 … SP-3000, SP-8000 (планеры) SP-SAAA … SP-SZZZ (только сверхлёгкие самолёты) SN-00AA (полиция и пограничная служба) |
| Португалия                       | CR                                  | CR-AAA … CR-ZZZ |
| Португалия                       | CS                                  | CS-AAA … CS-ZZZ |
| Катар                            | A7                                  | A7-AAA … A7-ZZZ |
| Реюньон                          | F-OD                                | F-ODAA … F-ODZZ |
| Румыния                          | YR                                  | YR-AAA … YR-ZZZYR-1000 … YR-9999 (планеры) |
| Россия                           | RA                                  | RA-00001 … RA-99999 (гражданская авиация)RA-0001A … RA-9999Z (авиация общего назначения) |
| Россия                           | RF                                  | RF-00001 … RF-99999 (государственная авиация) |
| Руанда                           | 9XR                                 | 9XR-AA … 9XR-ZZ |
| Остров Святой Елены              | VQ-H                                | VQ-HAA … VQ-HZZ |
| Сент-Китс и Невис                | V4                                  | V4-AAA … V4-ZZZ |
| Сент-Люсия                       | J6                                  | J6-AAA … J6-ZZZ |
| Сент-Винсент и Гренадины         | J8                                  | J8-AAA … J8-ZZZ |
| Самоа                            | 5W                                  | 5W-AAA … 5W-ZZZ |
| Сан-Марино                       | T7                                  | T7-AAA … T7-ZZZT7-001 … T7-999 (только сверхлёгкие самолёты) |
| Сан-Томе и Принсипи              | S9                                  | S9-AAA … S9-ZZZ |
| Саудовская Аравия                | HZ                                  | HZ-AAA … HZ-ZZZHZ-AA1 … HZ-ZZ99HZ-AAA1 … HZ-ZZZ99 |
| Сенегал                          | 6V                                  | 6V-AAA … 6V-ZZZ |
| Сербия                           | YU                                  | YU-AAA … YU-ZZZ |
| Сейшелы                          | S7                                  | S7-AAA … S7-ZZZ |
| Сьерра-Леоне                     | 9L                                  | 9L-AAA … 9L-ZZZ |
| Сингапур                         | 9V                                  | 9V-AAA … 9V-ZZZ |
| Словакия                         | OM                                  | OM-AAA … OM-ZZZ |
| Словения                         | S5                                  | S5-AAA … S5-ZZZS5-HAA … S5-HZZ (вертолёты) |
| Соломоновы Острова               | H4                                  | H4-AAA … H4-ZZZ |
| Сомали                           | 6O                                  | 6O-AAA … 6O-ZZZ |
| Южная Африка                     | ZS                                  | ZS-AAA … ZS-ZZZ |
| Южная Африка                     | ZT                                  | ZT-AAA … ZT-ZZZ |
| Южная Африка                     | ZU                                  | ZU-AAA … ZU-ZZZ (прототипы) |
| Испания                          | EC                                  | EC-AAA … EC-ZZZEC-001 … EC-999 (прототипы) |
| Шри-Ланка                        | 4R                                  | 4R-AAA … 4R-ZZZ |
| Судан                            | ST                                  | ST-AAA … ST-ZZZ |
| Суринам                          | PZ                                  | PZ-AAA … PZ-ZZZ |
| Эсватини                         | 3D                                  | 3D-AAA … 3D-ZZZ |
| Швеция                           | SE                                  | SE-AAA … SE-ZZZ |
| Швейцария                        | HB                                  | HB-AAA … HB-ZZZHB-1 … HB-9999 (планеры с двигателем) |
| Сирия                            | YK                                  | YK-AAA … YK-ZZZ |
| Таити                            | F-OH                                | F-OHAA … F-OHZZ |
| Таджикистан                      | EY                                  | EY-10000 … EY-99999 |
| Танзания                         | 5H                                  | 5H-AAA … 5H-ZZZ |
| Таиланд                          | HS                                  | HS-AAA … HS-ZZZ |
| Того                             | 5V                                  | 5V-AAA … 5V-ZZZ |
| Тонга                            | A3                                  | A3-AAA … A3-ZZZ |
| Тринидад и Тобаго                | 9Y                                  | 9Y-AAA … 9Y-ZZZ |
| Тунис                            | TS                                  | TS-AAA … TS-ZZZ |
| Турция                           | TC                                  | TC-AAA … TC-ZZZ |
| Туркменистан                     | EZ                                  | EZ-A100 … EZ-Z999 |
| Теркс и Кайкос                   | VQ-T                                | VQ-TAA … VQ-TZZ |
| Тувалу                           | T2                                  | T2-AAA … T2-ZZZ |
| Уганда                           | 5X                                  | 5X-AAA … 5X-ZZZ |
| Украина                          | UR                                  | UR-AAA … UR-ZZZUR-10000 … UR-99999 |
| ОАЭ                              | A6                                  | A6-AAA … A6-ZZZ |
| Великобритания                   | G                                   | G-AAAA … G-ZZZZG-1-1 … G-99-99 (прототипы)G-N94AA … G-N81AE (только для самолётов Конкорд в период с 1978 по 1980 год) |
| ООН                              | 4U                                  | 4U-AAA … 4U-ZZZ |
| США                              | N                                   | N1 … N99999N1A … N9999ZN1AA … N999ZZ |
| Уругвай                          | CX                                  | CX-AAA … CX-ZZZ |
| Узбекистан                       | UK                                  | UK-10000 … UK-99999 |
| Вануату                          | YJ                                  | YJ-AA1 … YJ-ZZ99 |
| Венесуэла                        | YV                                  | YV0001 … YV9999YV-0001A … YV-9999PYV-AAA1 … YV-ZZZ9 (государственные службы) |
| Вьетнам                          | VN                                  | VN-1000 … VN-9999VN-A100 … VN-A999 |
| Йемен                            | 7O                                  | 7O-AAA … 7O-ZZZ |
| Замбия                           | 9J                                  | 9J-AAA … 9J-ZZZ |
| Зимбабве                         | Z                                   | Z-AAA … Z-ZZZ |
| Гернси                           | 2                                   | 2-AAAA … ZZZZ |